# Ockragul lavspinnare
Ockragul lavspinnare (Eilema lutarellum) är en fjärilsart som först beskrevs av Carl von Linné 1758.  Ockragul lavspinnare ingår i släktet Eilema, och familjen björnspinnare. Arten är reproducerande i Sverige.